# Hiltrud Schroeder
Hiltrud Schroeder (* 11. Juli 1937; † 5. November 2017) war eine deutsche Soziologin, Autorin und Herausgeberin.

## Leben
Hiltrud Schroeder wurde 1975 an der Fakultät für Geistes- und Sozialwissenschaften der Technischen Universität Hannover mit einer Arbeit über die Erwachsenenbildung promoviert.
1991 untersuchte und veröffentlichte Hiltrud Schroeder eine Zusammenstellung von Biografien bedeutender Frauen Hannovers, die für eine Reihe anderer Werke und Lexika wie Hannoversches Biographisches Lexikon oder das Stadtlexikon Hannover eine Grundlage bildeten.
Schroeder lehrte an der Universität Hildesheim. Ihre Forschungsschwerpunkte waren die Lehrerinnenbildung, die regionale Frauenforschung und die erste Frauenbewegung.

## Schriften
- Teilnahme und Teilnehmerschwund als Problem der Erwachsenenbildung. Eine empirische Untersuchung zur Soziologie der Erwachsenenbildung, Klett, Stuttgart 1976, ISBN 3-12-927950-4 (= Schriften zur Erwachsenenbildung, Materialien zur Erwachsenenbildung, zugleich Dissertation an der Technischen Universität Hannover 1975).
- als Herausgeberin:  Sophie & Co. Bedeutende Frauen Hannovers. Biographische Portraits, Fackelträger, Hannover 1991, ISBN 3-7716-1521-6.
- Helene Lange. Bibliographie, Helmer, Königstein im Taunus 1997, ISBN 3-927164-93-3 (= Aktuelle Frauenforschung, Bibliographie zur Helene Lange).
- mit Eva Rieger: Ein Platz für Götter. Richard Wagners Wanderungen in der Schweiz, Böhlau, Köln / Weimar / Wien 2009, ISBN 978-3-412-20409-9.
- mit Ilse Lenz: Die Neue Frauenbewegung in Deutschland. Abschied vom kleinen Unterschied. VS Verlag für Sozialwissenschaften, Wiesbaden 2008, ISBN 978-3-531-14729-1.